# Luciocyprinus langsoni
Luciocyprinus langsoni är en fiskart som beskrevs av Vaillant, 1904. Luciocyprinus langsoni ingår i släktet Luciocyprinus och familjen karpfiskar. IUCN kategoriserar arten globalt som sårbar. Inga underarter finns listade i Catalogue of Life.